# Drosera stolonifera

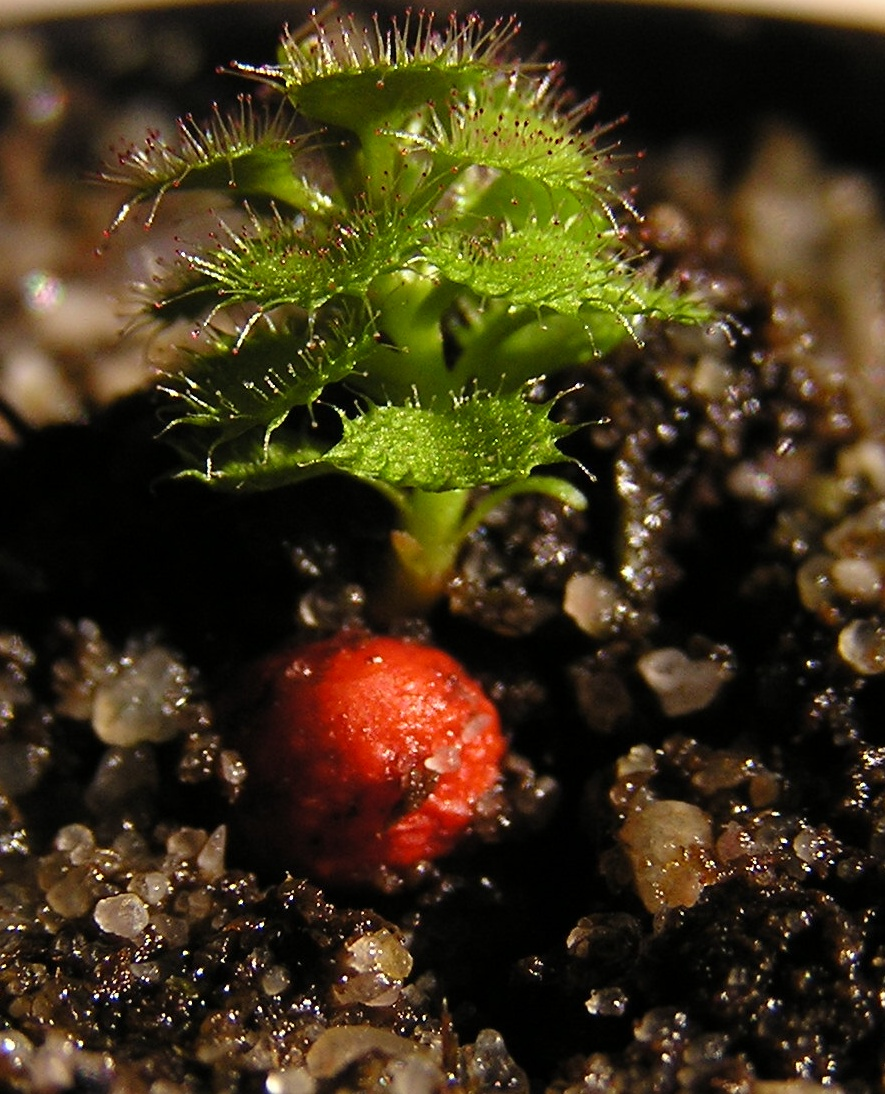
Neu austreibende Knolle

Drosera stolonifera ist eine fleischfressende Pflanze aus der Familie der Sonnentaugewächse (Droseraceae). Die im südwestlichen Western Australia vorkommende Art gehört zu den sogenannten „Knollendrosera“, einer Gruppe von Sonnentauen, die Knollen als Überdauerungsorgane bildet.

## Beschreibung
Drosera stolonifera ist eine ausdauernde, krautige Pflanze, die aus einer roten, nierenförmigen, bis zu 10 Millimeter langen und 15 Millimeter breiten Knolle wächst, um die als Reste der Vorjahre braune, papierene Hüllen liegen. Die unterirdischen Ausläufer erreichen 15 Zentimeter Länge, oberirdische, auf dem Substrat aufliegende Ausläufer fehlen nur selten, sind 1 bis 1,5 Millimeter dick und bis zu 10 Zentimeter lang, unter guten Bedingungen bilden sich an ihnen Tochterknollen. Die zwei oder drei, selten mehr unverzweigten, 10 bis 15 Zentimeter hohen Stängel stehen halb aufrecht aus einer bodenständigen Rosette. Alle Blätter, Blattstiele, Stängel und Blütenstängel sind mit winzigen Drüsen bedeckt.
Die Pflanze weist drei verschiedene Blattformen auf, zwei davon in der Rosette, eine an den Stängeln. Die Oberseite aller Blattspreiten ist am Rand mit etwas längeren, mittig kürzeren Fangtentakeln besetzt. Die Rosette ist spärlich beblättert. Ihre untersten Blätter sind gestielt, der Stiel erreicht eine Länge von 4,5 bis 5 Millimetern, ist abgeflacht (1,5 bis 2 Millimeter) und verbreitert (2,5 bis 3 Millimeter). Die Blattspreiten sind keilförmig, 4 bis 5 Millimeter lang und 1,5 bis 2 Millimeter breit. Die Spreiten der oberen Blätter der Rosette sind quer elliptisch, 3 bis 4 Millimeter lang und 5,5 bis 7 Millimeter breit. Die Blätter am Stängel sind in drei bis vier Wirteln je Stängel angeordnet und stehen zur Spitze hin zunehmend aufrechter, so dass sich ein kegelförmiger Habitus ergibt. Sie sind gestielt, der Stiel erreicht eine Länge von 5 bis 10 Millimetern, hat längs auf der Oberseite eine Rinne und ist 1 bis 1,6 Millimeter breit. Die Blattspreiten sind nierenförmig, 2,5 bis 3,5 Millimeter lang und 4 bis 5,5 Millimeter breit.
Blütezeit ist von September bis Oktober. Die Blütenstandsachsen tragen zwei- bis dreifach verzweigte Schirmrispen und entspringen der Rosette am Ansatz, gelegentlich aber auch in kleinerer und wenigblütigerer Form den Blattachseln am oberen Teil der Sprossachse. Der Hauptblütenstand ist 15 bis 20 Zentimeter lang und trägt 12 bis 20 Blüten. Die Blütenstiele sind 7 bis 12 Millimeter lang. Die Kelchblätter sind eiförmig und zugespitzt, schwarz gepunktet und erreichen eine Länge von 3,5 bis 5 Millimeter und eine Breite von 1,7 bis 3 Millimeter. Die Kronblätter sind umgekehrt eiförmig und an der Spitze leicht gekerbt. Ihre Grundfarbe ist weiß, sie sind 7,5 bis 8 Millimeter lang und 4 bis 5 Millimeter breit. Die fünf Staubblätter sind zwischen 3 und 4 Millimeter lang, der Staubfaden ist weiß, Staubbeutel und Pollen gelb. Der grüne Fruchtknoten ist annähernd rund, knapp 1 Millimeter lang und hat in der Blütezeit einen Durchmesser von rund 1,3 Millimeter. Die drei Griffel sind weiß, rund 1,5 Millimeter lang und in viele Abschnitte geteilt, die teilweise wirtelförmig und teilweise aufrecht im Zentrum des Wirtels angeordnet sind. Die Narben sind einfach geformt am Ende des Griffels.
Die Kapselfrucht ist 1,5 Millimeter lang bei einem Durchmesser von 2 Millimetern und enthält rund zwölf schwarze, tassenartig geformte Samen, die 0,5 bis 0,6 Millimeter lang, 0,4 bis 0,5 Millimeter breit und mit netzartiger, unregelmäßig gerillter Oberfläche versehen sind.

## Verbreitung, Standorte, Gefährdung
Die Art ist heimisch im südwestlichen Western Australia in sumpfigem Heideland südlich von Perth bis nach Pinjarra. Die Standorte sind alle staunass, torfig und sandig, sie tritt vergesellschaftet mit Myrtenheiden (Melaleuca) auf, gelegentliche Buschfeuer führen zu Massenblüten. In ihrem Verbreitungsgebiet ist die Art häufig, sie gilt daher als ungefährdet.

## Systematik und Forschungsgeschichte
Die Typusexemplare wurden 1833 von Carl von Hügel am Swan River gesammelt und 1837 von Stephan Friedrich Ladislaus Endlicher erstbeschrieben. Das Artepitheton bedeutet so viel wie „ausläuferbildend“ und verweist auf die Fähigkeit der Art, eben solche zu bilden.
Drosera stolonifera ist Teil der Sektion Stoloniferae in der Untergattung Ergaleium, deren Typusart sie ist. Eng verwandt ist Drosera stolonifera mit Drosera purpurascens.
Seit Ludwig Diels 1906 mit der Eingliederung von Drosera humilis als Unterart das erste Untertaxon aufstellte, wurden zahlreiche weitere Varietäten und Unterarten aufgestellt. Nach zahlreichen dieser Neubeschreibungen, insbesondere in den 1980er und 1990er Jahren, revidierten Allen Lowrie und N. G. Marchant 2005 den Komplex und erhoben alle Untertaxa auf Artrang. Durch einen formalen Fehler (Lowrie und Marchant vergaßen die nach Artikel 33.4 des ICBN notwendige Seitenangabe des Basionyms) ist die Neukombination Drosera monticola allerdings ungültig und wurde seither auch nicht nachgetragen, so dass neben der Nominatunterart nach wie vor
- Drosera stolonifera subsp. monticola

als Untertaxon besteht.
Innerhalb der Nominatform lassen sich nach Lowrie zwei formal nicht beschriebene Formen unterschieden, nämlich eine aus dem Sumpfland und eine aus dem Hügelland, letztere wird mit zunehmendem Alter des Laubwerks deutlich röter.

## Nachweise
1. 1 2 3 4 5 6 7 8 9  Allen Lowrie: A taxonomic revision of Drosera section Stolonifera (Droseraceae), from south-west Western Australia. In: Nuytsia. Bd. 15, Nr. 3, 2005, S. 355–393.